# Куцакос, Николас
Николас Куцакос (греч. Νικόλας Κουτσάκος; род. 14 ноября 2003, Никосия) — кипрский футболист, нападающий клуба АПОЭЛ.

## Карьера
Воспитанник клуба АПОЭЛ. За основной состав команды дебютировал в чемпионате Кипра в возрасте 17 лет 21 ноября 2020 года в матче 11-го тура против «Олимпиакоса», в котором вышел на замену на 77-й минуте вместо Майка Йенсена.